# Judgment Day 2003
Judgment Day 2003 è stata la quinta edizione dell'omonimo pay-per-view, prodotto dalla World Wrestling Entertainment. L'evento si è svolto il 18 maggio 2003 allo Charlotte Coliseum di Charlotte.
Questo fu l'ultimo pay-per-view a svolgersi con entrambi i roster, poiché il successivo Insurrexion fu un'esclusiva di Raw.

## Storyline
A Backlash, Brock Lesnar sconfisse John Cena mantenendo il WWE Championship, mentre Big Show sconfisse Rey Mysterio attaccandolo con una barella (stretcher) al termine del loro match. Nella puntata di SmackDown! successiva a Backlash, Lesnar confrontò Big Show a causa del suo attacco ai danni di Mysterio, ma Big Show si rifiutò di sfidare Lesnar. Nella successiva puntata di SmackDown!, Big Show e A-Train affrontarono Brock Lesnar e Chris Benoit in un tag team match e, al termine del match, Lesnar sfidò Big Show ad uno stretcher match, valevole per il suo WWE Championship, a Judgment Day.
A Backlash, Triple H, Ric Flair e Chris Jericho sconfissero Booker T, Shawn Michaels e Kevin Nash grazie allo schienamento di HHH ai danni di Nash. Nella puntata di Raw successiva a Backlash, Triple H e Flair sfidarono i World Tag Team Champions, Kane e Rob Van Dam, ad un tag team match titolato, ma Nash intervenne, facendo terminare il match in no-contest e inseguendo HHH per tutta l'arena. La settimana successiva, a Raw, sia Triple H che Nash furono ospiti dell'Highlight Reel di Chris Jericho, dove i due si malmenarono ancora per tutta l'arena. La settimana successiva, a Raw, Nash vinse contro Jericho grazie all'intervento di Michaels, che prevenne l'interferenza di Triple H e Flair nel match. Al termine del match, Nash colpì HHH con una Jacknife Powerbomb e venne ufficializzato il loro match valido per il World Heavyweight Championship a Judgment Day.
Mr. McMahon usò la sua posizione di chairman della WWE nella puntata di SmackDownǃ del 3 aprile, quando costrinse Hulk Hogan a lasciare per sempre la federazione, come parte della loro storyline, nonostante Hogan avesse vinto il match di WrestleMania XIX. Nella puntata di SmackDownǃ del 1º maggio fece il suo debutto "Mr. America" (che era in realtà Hogan coperto da una maschera) durante lo show Piper's Pit di Roddy Piper, in cui McMahon promise che avrebbe dimostrato che l'identità di questo nuovo personaggio misterioso altro non era che quella di Hogan. La settimana successiva, a SmackDown!, Piper sfidò Mr. America ad un match a Judgment Day per poi attaccare sia Mr. America che il fan presente assieme a lui; ossia Zach Gowen, un wrestler con una gamba amputata, che rimase coinvolto nella faida tra i due.

## Evento
Prima della messa in onda dell'evento, The Hurricane sconfisse Steven Richards a Sunday Night Heat.

### Match preliminari
L'evento si aprì con John Cena e gli F.B.I. (Chuck Palumbo e Johnny Stamboli) contro Chris Benoit, Rhyno e Spanky. Nel finale, Benoit distrasse inavvertitamente l'arbitro dopo aver applicato la Crippler Crossface su Cena e, dato ciò, Palumbo e Stamboli ne approfittarono per eseguire il Kiss of Death su Spanky. Palumbo schienò poi Spanky per vincere il match.
Nel secondo match, Test e Scott Steiner affrontarono La Résistance (René Duprée e Sylvain Grenier). Nel finale, Test colpì accidentalmente Steiner con un Big Boot permettendo, così, a Duprée e Grenier di eseguire la Bonsoir su Steiner. Duprée schienò poi Steiner per vincere il match.
L'incontro successivo fu il Ladder match valevole per il WWE Tag Team Championship tra la coppia campione del Team Angle (Charlie Haas e Shelton Benjamin) contro quella sfidante formata da Eddie Guerrero e Tajiri; in origine era previsto che Eddie e Chavo Guerrero (i quali formavano il tag team noto come Los Guerreros) affrontassero il Team Angle per i titoli ma, a causa di un infortunio di Chavo, Tajiri prese il suo posto. Dopo un batti e ribatti tra i quattro, Guerrero eseguì la Frog Splash dalla cima di una scala su Benjamin. In seguito, Haas salì su una scala, ma Guerrero lo fermò per poi colpirlo con un sunset filp powerbomb dalla cima della scala. Nel finale, Benjamin tentò di buttare Guerrero giù dalla scala, ma Tajiri sputò il Green Mist in faccia a Benjamin facendolo, così, cadere dalla scala. Guerrero staccò poi i titoli di coppia dal gancio per vincere il match e conquistare le cinture insieme a Tajiri.
Il quarto match della serata fu la Battle Royal valevole per la riassegnazione del WWE Intercontinental Championship tra Booker T, Christian, Chris Jericho, Goldust, Kane, Lance Storm, Rob Van Dam, Test e Val Venis. Il match iniziò con Kane che eliminò Storm. Gran parte degli altri contendenti si allearono poi per eliminare Kane. Dopo essere stato eliminato, Kane rientrò sul ring e colpì Venis, Christian e Van Dam con la Chokeslam. In seguito, Booker T eliminò Test. Più avanti, Goldust eliminò Venis e Jericho eliminò Van Dam dopo l'esecuzione di uno springboard dropkick. Successivamente, Goldust eseguì lo Shattered Dreams sia su Christian che su Jericho, ma poi Booker lo sorprese e lo eliminò. Rimasti in tre, Jericho e Christian si allearono per attaccare Booker, ma dopo che Jericho tentò di colpire Booker con il Lionsault, Christian eliminò Jericho. Dopodiché, Christian colpì inavvertitamente l'arbitro con una baseball slide e Booker eseguì un superkick su Christian per eliminarlo. Tuttavia, dato che l'arbitro venne messo KO in precedenza, l'eliminazione di Christian non fu vista. Dato ciò, Christian prese l'Intercontinental Championship e lo utilizzò per colpire Booker. Dopo che l'arbitro si riprese, Christian eliminò Booker per vincere il match e conquistare il titolo.
Successivamente, Tazz presentò il Bikini Contest tra Sable e Torrie Wilson. Dopo aver rivolto un sondaggio al pubblico, Tazz dichiarò Torrie come vincitrice della contesa. Al termine del match, Torrie baciò Sable.
Il quinto match della serata fu tra Mr. America (con Zach Gowen) e Roddy Piper (con Sean O'Haire). Durante il match, Vince McMahon interferì dando a O'Haire un tubo d'acciaio. O'Haire tentò di colpire Mr. America con il tubo d'acciaio, ma quest'ultimo schivò l'attacco e O'Haire finì con il colpire Piper. In seguito, Mr. America eseguì l'Atomic Leg Drop su Piper per poi schienarlo e vincere il match.

### Match principali
Il match seguente fu quello valevole per il World Heavyweight Championship tra il campione Triple H e lo sfidante Kevin Nash. Durante il match, Triple H colpì accidentalmente l'arbitro con una clothesline per poi approfittarne per colpire Nash con un low-blow. In seguito, Triple H lanciò Nash contro un tenditore delle corde esposto per poi colpirlo con il Pedigree, ma ottenne solamente un conto di due. Nel finale, Triple H colpì l'arbitro con lo sledgehammer facendo, così, terminare il match con la vittoria per squalifica di Nash. Tuttavia, a causa della squalifica, Triple H mantenne il titolo. Al termine del match, Nash colpì Triple H con un big boot per poi eseguire su di lui la Jackknife Powerbomb. Dopo che Nash respinse anche un attacco di Ric Flair, accorso in aiuto del campione, Nash colpì Triple H con un'altra Jackknife Powerbomb attraverso il tavolo dei commentatori per poi tornarsene nel backstage.
Il settimo incontro fu il Fatal 4-Way match per il Women's Championship tra la campionessa Jazz e le sfidanti Jacqueline, Trish Stratus e Victoria. Nel finale, Jazz colpì Jacqueline con una DDT per poi schienarla e mantenere il titolo femminile.
Il main event fu lo Stretcher match per il WWE Championship tra il campione Brock Lesnar e lo sfidante Big Show. Durante le fasi iniziali del match, Lesnar utilizzò la tavola della barella per colpire Big Show. In seguito, Big Show eseguì la Chokeslam su Lesnar per poi posarlo sulla tavola della barella e colpirlo con un leg drop. Dopo aver spinto Big Show contro la barella, Lesnar si spostò nel backstage dell'arena. Contemporaneamente, Rey Mysterio interferì e colpì Big Show con la 619. Dopo che Big Show atterrò Mysterio con una clothesline, Lesnar rientrò nell'arena guidando un carrello elevatore. Lesnar colpì Big Show con la F-5 per poi posizionarlo sulla barella. Lesnar utilizzò poi il carrello elevatore per sollevare Big Show portandolo, così, oltre la linea gialla dello stage per vincere il match e mantenere il titolo.

## Risultati
| #    | Incontri                                                                                             | Stipulazioni                                           | Durata |
| ---- | --- | ------------------------------------------------------ | ------ |
| Heat | The Hurricane ha sconfitto Steven Richards                                                           | Single match                                           | 02:58  |
| 1    | Chuck Palumbo, Johnny Stamboli e John Cena (con Nunzio) hanno sconfitto Chris Benoit, Rhyno e Spanky | Six-man tag team match                                 | 03:58  |
| 2    | La Résistance ha sconfitto Scott Steiner e Test (con Stacy Keibler)                                  | Tag team match                                         | 06:20  |
| 3    | Eddie Guerrero e Tajiri hanno sconfitto Charlie Haas e Shelton Benjamin (c)                          | Tag team ladder match per il WWE Tag Team Championship | 14:10  |
| 4    | Christian ha vinto eliminando per ultimo Booker T                                                    | Battle royal per il WWE Intercontinental Championship  | 11:55  |
| 5    | Mr. America (con Zach Gowen) ha sconfitto Roddy Piper (con Sean O'Haire)                             | Single match                                           | 04:50  |
| 6    | Kevin Nash ha sconfitto Triple H (c) per squalifica                                                  | Single match per il World Heavyweight Championship     | 07:22  |
| 7    | Jazz (c) (con Theodore Long) ha sconfitto Jacqueline, Trish Stratus e Victoria (con Steven Richards) | Fatal four-way match per il WWE Women's Championship   | 04:47  |
| 8    | Brock Lesnar (c) ha sconfitto Big Show                                                               | Stretcher match per il WWE Championship                | 15:27  |

### Battle royal
| #         | Wrestler      | Eliminato da                                                  |
| --------- | ------------- | ------------------------------------------------------------- |
| 1         | Lance Storm   | Kane                                                          |
| 2         | Kane          | Booker T, Chris Jericho, Christian, Goldust, Test e Val Venis |
| 3         | Test          | Booker T                                                      |
| 4         | Val Venis     | Goldust                                                       |
| 5         | Rob Van Dam   | Chris Jericho                                                 |
| 6         | Goldust       | Booker T                                                      |
| 7         | Chris Jericho | Christian                                                     |
| 8         | Booker T      | Christian                                                     |
| Vincitore | Christian     | —                                                             |